# Pablo Jiménez
Pablo Jesús Jiménez Fernández (Casablanca, 1954), més conegut socialment com Pablo Jiménez, és llicenciat en Geografia diputat per Menorca al Parlament de les Illes Balears per Unides Podem.
Jiménez ha estat una persona molt activa en món de l'activisme social i la vida política a l'illa de Menorca. També ha estat el portaveu de la campanya 'Menorca No al TTIP', a més de membre de la campanya estatal 'No al TTIP'. També ha format part de l'Àrea Federal de Medi Ambient d'Esquerra Unida, a més d'haver desenvolupat la major part de la seva ocupació professional al sector ambiental.
L’any 2010, Pablo Jiménez va substituir Antoni Carrillos com a coordinador insular d'Esquerra de Menorca-Esquerra Unida (EM-EU). Posteriorment, a les Eleccions al Parlament de les Illes Balears celebrades el 26 de maig de 2019, que donaren lloc a l'inici de la X legislatura, Pablo Jiménez va entrar al Parlament balear com a diputat per Menorca del Grup Parlamentari d'Unides Podem (Podem Balears + Esquerra Unida Illes Balears).